# Кошешть (Арджеш)
Кошешть, Кошешті (рум. Coșești) — село у повіті Арджеш в Румунії. Входить до складу комуни Кошешть.
Село розташоване на відстані 119 км на північний захід від Бухареста, 23 км на північ від Пітешть, 117 км на північний схід від Крайови, 86 км на південний захід від Брашова.

## Населення
Станом на 1 грудня 2021 року населення села складало 960 осіб. Чоловіків — 472  осіб, жінок — 488 осіб.
За даними перепису населення 2002 року у селі проживали 1113 осіб, з них 1112 осіб (99,9%) румунів. Усі жителі села рідною мовою назвали румунську.